# Corral de Piedras
Corral de Piedras är en ort i Mexiko.   Den ligger i kommunen Acámbaro och delstaten Guanajuato, i den centrala delen av landet, 180 km väster om huvudstaden Mexico City. Corral de Piedras ligger 1 850 meter över havet och antalet invånare är 402.
Terrängen runt Corral de Piedras är kuperad västerut, men österut är den platt. Runt Corral de Piedras är det ganska tätbefolkat, med 155 invånare per kvadratkilometer. Närmaste större samhälle är Acámbaro, 5,8 km sydost om Corral de Piedras. Trakten runt Corral de Piedras består till största delen av jordbruksmark.